# Katrine Lunde
Katrine Lunde, wcześniej Lunde Haraldsen (ur. 30 marca 1980 w Kristiansand) – norweska piłkarka ręczna, bramkarka, reprezentantka kraju. W kadrze narodowej zadebiutowała w 2002 roku.
Czterokrotna mistrzyni Europy 2004, 2006, 2008 i 2010. Mistrzyni świata 2011. Dwukrotna mistrzyni olimpijska: 2008 w Pekinie oraz 2012 w Londynie.

## Sukcesy

### reprezentacyjne
Igrzyska Olimpijskie:
- 2008, 2012
- 2016, 2020

Mistrzostwa świata:
- 2011, 2021
- 2007, 2017
- 2009

Mistrzostwa Europy:
- 2004, 2006, 2008, 2010, 2020
- 2002, 2012

### klubowe
Mistrzostwa Norwegii:
- 2003

Mistrzostwa Danii:
- 2008, 2009, 2010
- 2005
- 2006, 2007

Mistrzostwa Węgier:
- 2011, 2012

Puchar Węgier:
- 2011, 2012

Liga Mistrzyń:
- 2009, 2010, 2013, 2014
- 2012

## Nagrody indywidualne
- 2008: najlepsza bramkarka Igrzysk Olimpijskich w Pekinie.
- 2008: najlepsza bramkarka Mistrzostw Europy w Macedonii.
- 2010: najlepsza bramkarka Mistrzostw Europy w Norwegii i Danii.
- 2012: najlepsza bramkarka Mistrzostw Europy w Serbii.
- 2017: najlepsza bramkarka Mistrzostw Świata w Niemczech.

## Życie prywatne
W 2013 roku rozstała się ze swym mężem norweskim piłkarzem – Tomem Reidarem Haraldsenem. Jej siostra bliźniaczka, Kristine Lunde, jest również piłkarką ręczną, reprezentantką Norwegii.